# 日本古代职官
日本古代职官是指日本前近代、律令制廢止之前的統治機構。

## 律令制〈大宝律令〉以前
律令制以前整備的官制體系。
大和王權形成期時，「氏（ウジ）」則指有血缘关系的亲族集团，「姓（カバネ）」是指大和王权的最高执权者“大王（后改为天皇）”根据“氏”的政治地位和职务而赐予的称号。（氏姓制度、人制、八色姓）
一方、以皇族（大和王族）為中心的支配体制強化，為了更有效錄用血緣及勢力無關人材登用，將官位（冠位）制度（官職位階制度）引進。603年（推古11年）聖德太子創制「冠位十二階」。官位制度從冠位十二階至到律令官位制為止，出現多次的變遷（冠位、职位晋升制度的变迁）。
整備氏姓制度、官位制及職掌體育的整備是律令制。668年（天智8年）最初制定的「令（りょう）」是近江令，689年（持統3年）飛鳥淨御原令開始進行體系化。701年（大寶元年）頒定大寶律令。

## 律令制（大宝律令）以後
關於律令制詳細可參考「律令制」的內容、關於官位制詳細可參考「官位」內容、關於位階詳細可參考「位階」內容。以下是律令制中的官制，特別說明關於官職的事項。

### 中央官制
律令制下的中央官制以二官八省為基本体制。在天皇之下，置有担当朝廷祭祀的神祇官與統括国政的太政官（二官），太政官之下實際的行政置八省分担。
中国的律令制中，皇帝集權，並在三省（中書省、門下省、尚書省）輔助皇帝。相對上，日本的律令制（二官八省）是天皇與各省之間代理天皇處事的合議体，特徵是設置太政官。
二官八省以外其他的監察行政組織的弾正台及宮中等負責守衛的衛府（衛門府、左右衛士府、左右兵衛府）由天皇直轄管理。

#### 二官
- 神祇官 - 管理神祇祭祀（じんぎさいし）的役所。從太政官分出設立的組織，但仍受太政官管理。
- 太政官 - 管理一般国政的役所。太政大臣、左大臣、右大臣（以上稱為三公）與大納言等的合議体的議政官組織，其下有少納言局、左右弁官局。太政大臣並無分掌之職。之後設置內大臣、中納言（大宝令初期中廢除納言、705年（慶雲2）再度設置議政官。）及参議。
  - 少納言局 - 太政官之事務、秘書部局。少納言、大外記、少外記、史生、使部。
  - 左右弁官局 - 左弁官局與右弁官局。在議政官組織指揮之負責執行政務。由大中少弁（弁官）、大少史（史官）、史生、官掌、使部組成。右弁官局的大弁官名為「右大弁」、左弁官局的少史名為「左少史」。左弁官局是管理中務省、式部省、治部省、民部省的4省政务，右弁官局掌管兵部省、刑部省、大藏省、宮內省的4省政務。
  - 巡察使
  - 太政官厨家

#### 八省

##### 左辨官局
- 中務省 - 服侍天皇、編寫詔勅・宣旨、伝奏等宮中事務以及位記、戶籍等事務。四等官其他侍従、內舎人、內記、監物、主鈴、典鑰等品官屬於本省。
  - 中宮職 - 管理後宮相關事務。太皇太后、皇太后、皇后がいるときには、それぞれ，置有太皇太后宮職、皇太后宮職、皇后宮職。
  - 左右大舍人寮 - 平城天皇時代左右統合。
  - 圖書寮
    - 紙屋院

  - 內藏寮
  - 縫殿寮
    - 糸所

  - 内匠寮（令外）-聖武天皇時代設立。
  - 陰陽寮
  - 画工司 - 808年與内匠寮合併
  - 内藥司- 896年與宮内省之典藥寮合併
  - 内礼司 - 808年與彈正台合併

- 式部省 - 管理文官之人事、朝儀、学校等。758年至764年間改名為文部省。
  - 大學寮－存在於671年－1177年。盛行於平安時代前期（9－10世紀初）。
    - 大學別曹

  - 散位寮 - 896年合併至式部省之內。

- 治部省－掌管各姓氏、族姓葬禮以及佛寺、雅樂、外交事務。
  - 雅樂寮
  - 玄蕃寮
  - 諸陵司 - 729年升格為諸陵寮。
  - 喪儀司 - 808年與兵部省之鼓吹司合併。

- 民部省－掌管民政特別是租稅和財政。司戶籍、田畑。
  -     - 廩院

  - 主計寮
  - 主稅寮

##### 右辨官局
- 兵部省 - 掌管一切武官之人事與軍事。
  - 隼人司 - 808年由衛門府編入兵部省。
  - 兵馬司 - 后其職務由左右馬寮分擔。
  - 造兵司 - 宇多天皇時與兵庫寮合併。
  - 鼓吹司 - 宇多天皇時與兵庫寮合併。
  - 主船司 - 廢止。
  - 主鷹司 - 廢止。

- 刑部省－掌管司法。
  - 囚獄司 - 検非違使抬頭變得有名無實。
  - 贓贖司 - 平城天皇時與刑部省合併。

- 大藏省－掌管財宝、出納、物價、度量衡。
  -     - 正藏率分所

  - 織部司
  - 典鑄司 - 光仁天皇時與中務省的内匠寮合併。
  - 漆部司 - 平城天皇時與中務省的内匠寮合併。
  - 縫部司 - 平城天皇時與中務省的縫殿寮合併。
  - 掃部司 - 嵯峨天皇時與宮内省之内掃部司合併，於宮内省設置掃部寮。

- 宮内省－掌管宮中的衣食住、財物及其他雜事。
  - 大膳職
  - 木工寮
  - 大炊寮
    - 供御院

  - 主殿寮
    - 釜殿

  - 典藥寮
    - 乳牛院

  - 掃部寮
  - 正親司
  - 内膳司
    - 進物所
    - 御廚子所
    - 贄殿

  - 造酒司
    - 酒殿

  - 采女司
  - 主水司
    - 冰室

  - 筥陶司 - 與大膳職合併。
  - 鍛冶司 - 與木工寮合併。
  - 官奴司 - 與主殿寮合併。
  - 主油司 - 與主殿寮合併。
  - 內掃部司 - 與掃部寮合併。
  - 內染司 - 與掃部寮合併。
  - 園池司 - 與内膳司合併。
  - 土工司 - 與木工寮合併。

#### 彈正台
- 彈正台（だんじょうだい）- 行政監察

#### 衛府
- 五衛府
  - 左兵衛府、右兵衛府（ひょうえふ）
  - 左衛士府、右衛士府（えじふ）－與衛門府合併後改称左右衛門府
  - 衛門府（えもんふ）－與衛士府合併
    - 隼人司－移交兵部省管轄
- 左近衛府、右近衛府（このえふ）－新設
- 中衛府（ちゅうえふ）－奈良時代新設，後來被廢止。
- 授刀衛（じゅとうえい）－奈良時代新設，近衛府的前身
- 外衛府（がいえふ）－奈良時代新設，近衛府的前身

#### 東宮
- 春宮坊（とうぐうぼう）
  - 主膳監
  - 主藏監－廢止
  - 舎人監－廢止
  - 主殿署
  - 主馬署
  - 主工署－廢止
  - 主書署－與主藏監合併
  - 主兵署－與主藏監合併
  - 主漿署－與主膳監合併
- 東宮傅（とうぐうふ）
- 東宮學士

#### 馬寮
- 左、右馬寮 - 桓武天皇時，左右馬寮合併為主馬寮，後來再分為兩級。
  - 牧
- 內廄寮（ないきゅうりょう）－奈良時代新設，合併自左、右馬寮
- 主馬寮（しゅめりょう）－內廄寮與左、右馬寮合併，平安時代廢止

#### 兵庫
- 左・右兵庫（ひょうご）－寮格，與内兵庫等組織統合後再改組成兵庫寮
- 内兵庫（ないひょうご）－司格，合併自左、右兵庫
- 兵庫寮－新設

#### 後宮
- 後宮
  - 後宮十二司
    - 內侍司
    - 兵司
    - 藏司
    - 書司
    - 縫司
    - 膳司
    - 酒司
    - 闡司
    - 殿司（主殿司）
    - 掃司
    - 水司
    - 藥司

#### 家令
- 家令

#### 其他主要令外官
- 修理職- 淳和天皇時，一時期與宮内省的木工寮統一。
- 齋院司
- 鑄錢司
- 齋宮寮 - 齋宮時運作，掌管伊勢太神宮、伊勢神領相關事務。斎宮寮之下置齋宮十二司（舍人司、藏部司、膳部司、炊部司、酒部司、水部司、殿部司、掃部司、采部司、藥部司、門部司、馬部司）。
- 檢非違使廳
- 勘解由使廳
- 穀倉院
- 藏人所
  - 御書所
  - 一本御書所
  - 內御書所
  - 画所
  - 作物所
  - 御匣殿
  - 樂所
  - 內豎所
- 院廳
- 女院廳
- 後院（淳和院等）
- 內教坊
- 施藥院
  - 崇親院
- 諸使
- 諸司
- 諸所
- 造寺司
- 造京司、造宮司

### 地方官制
全日本被分數十國的令制国，每個國從中央派遣一個國司治理。
此外，一些重要腹地被配置特別職務（大宰府、左右京職、攝津職等）的人。

### 四等官
諸官职一般分為長官（かみ）、次官（すけ）、判官（じょう）、主典（さかん）。之後是各種品官（ほんかん，以上官位相当官）及史生（ししょう）、伴部（ともべ）、使部（しぶ）等的均屬雜任（下等職員）。
| 官名       | 長官                          | 次官               | 判官                | 主典                |
| ---------- | ----------------------------- | ------------------ | ------------------- | ------------------- |
| 神祇官     | 伯                            | 大 副              | 大 佑               | 大 史               |
| 神祇官     | 伯                            | 少 副              | 少 佑               | 少 史               |
| 太政官     | 太政大臣 左大臣 右大臣 内大臣 | 大納言 中纳言 參議 | 少納言 大、中、少辨 | 大、少史 大、少外記 |
| 八省       | 卿                            | 大 輔              | 大 丞               | 大 録               |
| 八省       | 卿                            | 少 輔              | 少 丞               | 少 録               |
| 彈正台     | 尹                            | 大 弼 少 弼        | 大 忠 少 忠         | 大 疎 少 疎         |
| 五衛府     | 督                            | 佐                 | 大 尉 少 尉         | 大 志 少 志         |
| 職、坊     | 大 夫                         | 亮                 | 大 進               | 大 属               |
| 職、坊     | 大 夫                         | 亮                 | 少 進               | 少 属               |
| 寮         | 頭                            | 助                 | 大 允 少 允         | 大 属 少 属         |
| 司、監     | 正/（奉膳）                   | （典膳）           | 佑                  | 令 史               |
| 署         | 首                            | －                 | －                  | 令 史               |
| 後宮十二司 | 尚－                          | 典－               | 掌－                | －                  |
| 家 令      | 家 令                         | 家 扶              | 家 従               | 書 吏               |
| 大宰府     | 帥                            | 大 弐 少 弐        | 大 監 少 監         | 大 典 少 典         |
| 国 司      | 守                            | 介                 | 掾                  | 大 目 少 目         |
| 郡 司      | 大 領                         | 少 領              | 主 政               | 主 帳               |
| 鎮守府     | 將 軍                         | 副將軍             | 軍 監               | 軍 曹               |
| 近衛府     | 大 將                         | 中 將 少 將        | 將 監               | 將 曹               |
| 造寺使     | 使                            | 次 官              | 判 官               | 主 典               |
| 勘解由使廳 | 長官                          | 次 官              | 判 官               | 主 典               |

1. 奉膳與典膳在内膳司出現。
2. これはあくまでも簡略化した表であり､とくに職・寮・司の場合は次官・判官が欠けたり､増員したりした。詳情可參看各項官職。

## 官位相当表
|               | 神祇官 | 太政官               | 大宰府                                          | 八省                              | 彈正台 | 衛門府 左右衛士府 | 左右兵衛府 | 国司            | 藏人所（令外官） |
| 正一位 從一位 |        | 太政大臣             |                                                 |                                   |        |                   |            |                 |                  |
| 正二位 從二位 |        | 左大臣 右大臣 内大臣 |                                                 |                                   |        |                   |            |                 | 別当             |
| 正三位        |        | 大納言               |                                                 |                                   |        |                   |            |                 |                  |
| 從三位        |        | 中納言               | 帥                                              |                                   | 尹     |                   |            |                 |                  |
| 正四位上      |        |                      |                                                 | 中務卿                            |        |                   |            |                 |                  |
| 正四位下      |        |                      |                                                 | 七省卿                            |        |                   |            |                 |                  |
| 從四位上      |        | 左右大辨             |                                                 |                                   |        |                   |            |                 |                  |
| 從四位下      | 伯     |                      |                                                 |                                   | 大弼   |                   |            |                 | 頭               |
| 正五位上      |        | 左右中辨             | 大弐                                            | 中務大輔                          |        | 督                |            |                 |                  |
| 正五位下      |        | 左右少辨             |                                                 | 七省大輔 大判事                   | 少弼   |                   |            |                 | 五位藏人         |
| 從五位上      |        |                      |                                                 | 中務少輔                          |        |                   | 督         | 大国守          |                  |
| 従五位下      | 大副   | 少納言               | 少弐                                            | 侍從 大監物 七省少輔              |        | 佐                |            | 上国守          |                  |
| 正六位上      | 少副   | 左右辨大史           |                                                 | 大内記                            | 大忠   |                   |            |                 | 六位蔵人         |
| 正六位下      |        |                      | 大監                                            | 八省大丞 中判事                   | 少忠   |                   | 佐         | 大国介 中国守   |                  |
| 從六位上      | 大祐   |                      | 少監                                            | 八省少丞 中監物                   |        |                   |            | 上国介          |                  |
| 從六位下      | 少祐   |                      | 大判事                                          | 少判事 大藏大主鑰                 |        | 大尉              |            | 下国守          |                  |
| 正七位上      |        | 大外記 左右辨少史    | 大工 少判事 大典 防人正                         | 中内記 八省大録                   | 大疏   | 少尉              |            |                 |                  |
| 正七位下      |        |                      | 主神                                            | 少監物 大主鈴 判事大屬            | 巡察   |                   | 大尉       | 大国大掾        |                  |
| 從七位上      |        | 少外記               |                                                 |                                   |        |                   | 少尉       | 大国少掾 上国掾 |                  |
| 從七位下      |        |                      | 博士                                            | 大典鑰 大解部 大藏少主鑰          |        |                   |            |                 |                  |
| 正八位上      |        |                      | 少典、陰陽師 医師、少工 算師、防人佑 主船、主廚 | 少内記 八省少錄 少主鈴 典履、典革 | 少疏   |                   |            | 中国掾          |                  |
| 正八位下      | 大史   |                      |                                                 | 治部大解部 刑部中解部 判事少屬    |        | 大志 医師         |            |                 |                  |
| 從八位上      | 少史   |                      |                                                 | 少典鑰                            |        | 少志              | 大志 医師  | 大国大目        |                  |
| 從八位下      |        |                      |                                                 | 刑部少解部 治部少解部             |        |                   | 少志       | 大国少目 上国目 |                  |
| 大初位上      |        |                      | 判事大令史                                      |                                   |        |                   |            |                 |                  |
| 大初位下      |        |                      | 判事少令史 防人令史                             |                                   |        |                   |            | 中国目          |                  |
| 少初位上      |        |                      |                                                 |                                   |        |                   |            | 下国目          |                  |
| 少初位下      |        |                      |                                                 |                                   |        |                   |            |                 |                  |

## 令外官
顧名思義，令外官也就是在律令制度外所設置的官職。例如征夷大將軍就是屬於令外官。
- 关白（宇多天皇设）
- 征夷大將軍（桓武天皇設）
- 藏人所官（藏人所長官為藏人頭，嵯峨天皇設）
- 檢非違使（檢非違使別當，檢非違使尉，嵯峨天皇設）